# 克斯特纳环形山

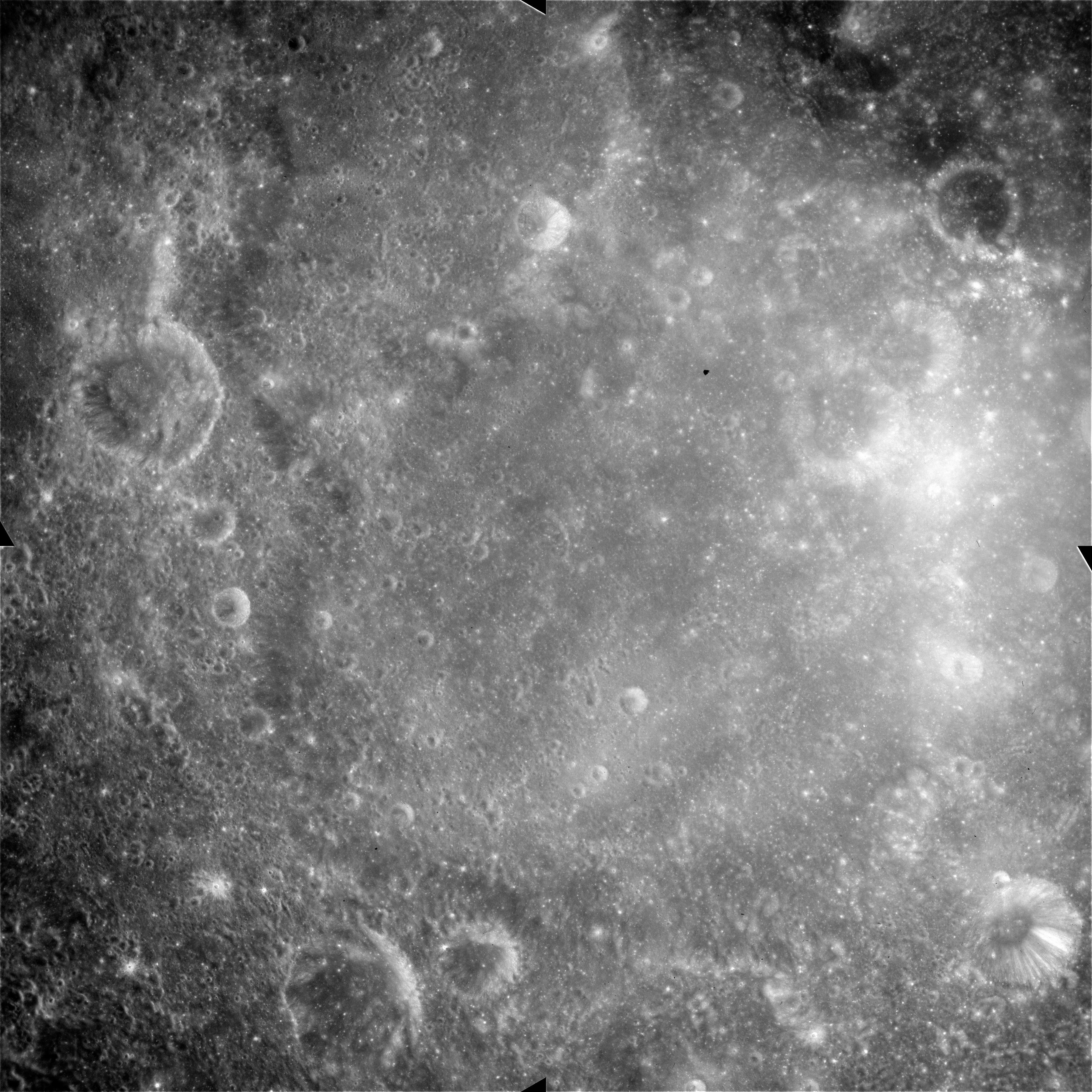
阿波罗15号测绘相机拍摄的在阳光直射下的克斯特纳环形山， 显示了其坑壁的侵蚀程度。

克斯特纳环形山（Kästner）是月球正面位于史密斯海东南岸的一座大型撞击坑，其名称取自德国数学家亚伯拉罕·戈特黑尔夫·克斯特纳（Abraham Gotthelf Kästner，1719年-1800年），1961年被国际天文联合会正式批准接受。

## 描述
该陨坑西侧毗邻冯·贝林陨石坑；西北靠近吉尔伯特环形山；范弗莱克陨石坑位于它的北面；东北偏北则是卡里略陨石坑；克斯特纳环形山的东北分别是霍尔丹陨石坑和塔尔博特陨石坑；东面坐落着凯伊士环形山；而布雷克陨石坑和拉彼鲁兹环形山则分列于它的东南和西南。在它的东北坐落着直径370公里的史密斯海。该陨坑的中心月面坐标为6°54′S 78°56′E / 6.90°S 78.94°E，直径116.1公里，深度3.2公里。
克斯特纳环形山属于环壁平原类陨石坑，外观呈多边形状，其外侧坑壁已磨损破旧，上面覆盖了多座不同大小的撞击坑，东北偏北侧有一处小裂口。沿陨坑北侧连接了卫星坑克斯特纳 G，而东北和西南坑壁上分别坐落着克斯特纳 B和克斯特纳 E；一座矮浅的无名坑附靠在它的南侧壁。克斯特纳环形山的坑壁平均高出周边地形1530米，内部容积约有12000立方千米。碗状的坑底相对平坦，表面只有一些小陨坑和小山脊。

## 卫星陨石坑
按惯例，最靠近克斯特纳环形山的卫星坑将在月图上以字母标注在该坑的中心点旁。
| 克斯特纳 | 纬度   | 经度    | 直径    |
| -------- | ------ | ------- | ------- |
| A        | 4.5° S | 77.3° E | 25 公里 |
| B        | 6.3° S | 80.7° E | 20 公里 |
| C        | 8.0° S | 76.9° E | 19 公里 |
| E        | 8.1° S | 77.6° E | 10 公里 |
| G        | 4.2° S | 79.0° E | 72 公里 |
| R        | 6.9° S | 82.3° E | 17 公里 |
| S        | 8.0° S | 83.2° E | 30 公里 |

以下陨石高已被国际天文联合会重新更名：

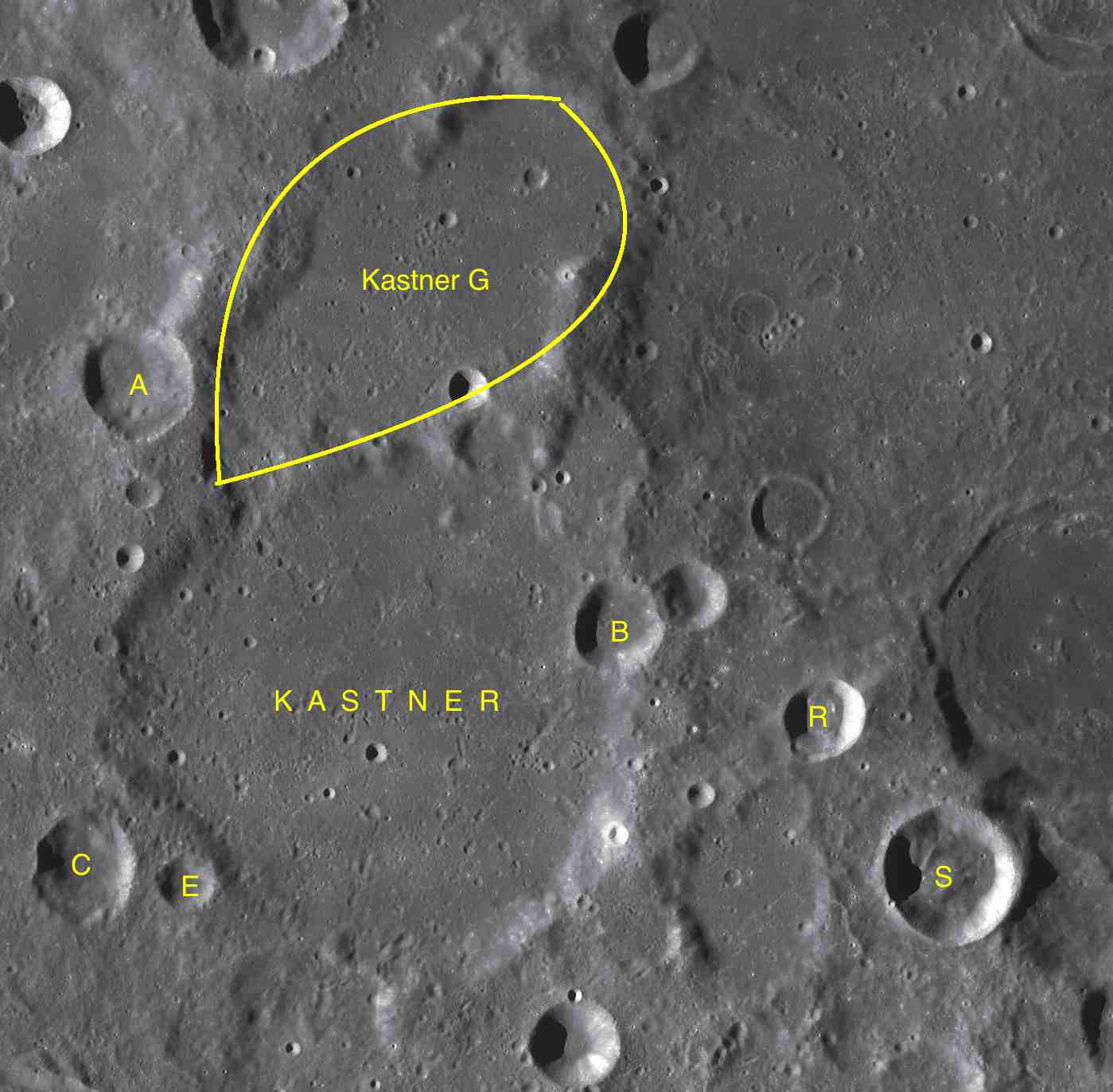
LAC-81 月图

- 卫星坑克斯特纳 F — 查看—布雷克陨石坑.

卫星坑克斯特纳 B、克斯特纳 R和克斯特纳 S在一些旧月图上曾被称为笛福（Defoe）、舍霍夫(Shekhov和切利尼（Cellini），但这些名称未被国际天文联合会采纳。

## 另请参阅
- Andersson, L. E.; Whitaker, E. A. . NASA RP-1097. 1982.
- Blue, Jennifer. . USGS. July 25, 2007  [2007-08-05]. （原始内容存档于2018-12-25）.
- Bussey, B.; Spudis, P. . New York: Cambridge University Press. 2004. ISBN 978-0-521-81528-4.
- Cocks, Elijah E.; Cocks, Josiah C. . Tudor Publishers. 1995. ISBN 978-0-936389-27-1.
- McDowell, Jonathan. . Jonathan's Space Report. July 15, 2007  [2007-10-24]. （原始内容存档于2018-12-25）.
- Menzel, D. H.; Minnaert, M.; Levin, B.; Dollfus, A.; Bell, B. . Space Science Reviews. 1971, 12 (2): 136–186. Bibcode:1971SSRv...12..136M. doi:10.1007/BF00171763.
- Moore, Patrick. . Sterling Publishing Co. 2001. ISBN 978-0-304-35469-6.
- Price, Fred W. . Cambridge University Press. 1988. ISBN 978-0-521-33500-3.
- Rükl, Antonín. . Kalmbach Books. 1990. ISBN 978-0-913135-17-4.
- Webb, Rev. T. W.  6th revised. Dover. 1962. ISBN 978-0-486-20917-3.
- Whitaker, Ewen A. . Cambridge University Press. 1999. ISBN 978-0-521-62248-6.
- Wlasuk, Peter T. . Springer. 2000. ISBN 978-1-85233-193-1.